# Mediatfürstentum
Mediatfürstentum nennt man den Herrschaftsbezirk eines Fürsten, der nicht über volle Landeshoheit oder Souveränität verfügt, sondern von einem anderen Staat bzw. Fürsten sein Herrschaftsrecht verliehen bekam – oder als ehemals souveräner Fürst durch Unterwerfung oder Vertrag in Abhängigkeit geraten ist. Wer also zum Beispiel nach den Bestimmungen des Westfälischen Friedens alle wesentlichen Rechte der Landeshoheit besessen hatte und dann durch Mediatisierung zum Untertanen eines anderen Reichsstandes herabgesetzt worden war. Der Umfang an Regierungsmacht und Sonderrechten, der einem Mediatfürsten verblieb, war von dessen Oberlehnsherrn abhängig.

## Entstehung von Mediatfürstentümern Anfang des 19. Jahrhunderts
Die umfangreichste Mediatisierung fand nach der Säkularisation der (meist katholischen) Reichsstifte 1803 statt: Es wurden 77 geistliche Gebiete säkularisiert, 41 Reichsstädte, sechs Reichsdörfer und 90 kleinere reichsunmittelbare Landesherrschaften aufgelöst. Nach weiteren Mediatisierungen von 1806 und 1815 verblieben im Deutschen Bund noch 38 selbständige Staaten.
Die mediatisierten Geschlechter behielten ihre Ebenbürtigkeit mit den regierenden Häusern, ihre Mitglieder waren vom Kriegsdienst und Steuern befreit, es wurden ihnen auch Hoheitsrechte in Kirchen- und Schulangelegenheiten vorbehalten.
Einige bekanntere Mediatfürstenfamilien sind z. B. Hohenlohe, Solms, Thurn und Taxis, Castell, Erbach, Leiningen, Ratibor, Schwarzenberg und Wied.